# Claudio Cavazza
Claudio Cavazza (Bologna, 4 maggio 1934 – Roma, 6 giugno 2011) è stato un imprenditore italiano.
Fu fondatore e presidente della Sigma-tau, industria farmaceutica a capitale interamente italiano, uno dei più importanti gruppi del settore in ambito nazionale ed internazionale. Ideatore e promotore di SpoletoScienza, la sezione scientifica del Festival dei Due Mondi di Spoleto, organizzato dalla Fondazione Sigma-Tau, che fin dal suo esordio si è affermato come uno dei maggiori appuntamenti dedicati alle questioni scientifiche ed epistemologiche dei nostri tempi.
Dopo la laurea in Chimica farmaceutica, frequentò per qualche tempo la cattedra del professor Noris Siliprandi, Ordinario di Biochimica presso l'Università di Padova, ma scelse presto di dedicarsi all'attività imprenditoriale. 
Il decollo della sua attività come imprenditore del settore farmaceutico avvenne a metà degli anni sessanta grazie al lancio di Rekord B12, che diventò presto uno dei farmaci più venduti in Italia e non solo. Alle origini di questo successo vi fu la scoperta che la vitamina B12 a dosaggi elevati sviluppa un'azione antiastenica e antidepressiva. 
Il farmaco si caratterizzava anche per una confezione, dalla forma cilindrica e con un design particolarmente innovativo, che venne esposta al Museo di Arte Moderna di New York. 
Altro passaggio fondamentale nella storia del Gruppo Sigma-tau è stata la scelta, dovuta alla passione e determinazione di Claudio Cavazza di orientare gran parte delle risorse dedicate alla ricerca scientifica per lo studio delle carnitine, sostanze di origine naturale, endogene e prive di effetti collaterali, che intervengono nei processi che consentono alla cellula di ricavare le proprie fonti energetiche. Dallo studio delle carnitine derivano preparati di provata efficacia atti a correggere difetti metabolici sia congeniti sia secondari a situazioni cliniche diverse. 
Nel corso degli anni il Gruppo Sigma-tau ha ampliato la propria presenza nello scenario internazionale con filiali nei principali paesi europei: Francia, Svizzera, Paesi Bassi, Belgio, Portogallo, Germania, Regno Unito e anche India e con due stabilimenti produttivi negli Stati Uniti e Spagna. Il Gruppo Sigma-tau occupa circa 2.500 dipendenti, 400 dei quali ricercatori coinvolti nei più avanzati settori della ricerca nazionale e mondiale nella quale reinveste il 16% del suo fatturato.

## Cariche ricoperte
Claudio Cavazza è stato Presidente di Farmindustria (Associazione delle Industrie Farmaceutiche Italiane) dal 1986 al 1992. 
È stato membro del Comitato di Presidenza di Confindustria per poi essere chiamato a far parte del Comitato Tecnico “Education” di Confindustria e dello Steering Committee costituito dalla Commissione Sanità di Confindustria. Nel gennaio 2008 è stato nominato responsabile del Progetto di Innovazione Industriale “Nuove Tecnologie della Vita” nell'ambito del Ministero dello Sviluppo Economico. Era membro del Board di EFPIA (Associazione delle Industrie Farmaceutiche Europee), di cui è stato Vice Presidente dal 1992 al 1994. Era inoltre membro del Consiglio di IFPMA (International Federation of Pharmaceutical Manufacturers Association).

## Riconoscimenti
Nel 1987 è stato nominato Cavaliere del Lavoro. Nel 2005 l'Università di Genova gli ha conferito la Laurea Honoris Causa in Medicina. Ha ricevuto dalla LUSTICO - Libera Università degli Studi Internazionali la Laurea Honoris Causa in Strategie Internazionali d'Impresa. A riconoscimento del suo impegno negli Stati Uniti in attività di ricerca e sviluppo nel settore delle malattie rare, la Contea del Maryland ha istituito nel 1995 il premio Claudio Cavazza Science Award. Nel giugno del 2005 gli è stato assegnato il premio Pharma-Finance 2005 per le biotecnologie e nel dicembre 2009 gli è stato conferito il titolo di Socio Benemerito dell'Associazione Italiana Sindrome X Fragile Onlus per l'impegno dimostrato nei confronti delle persone affette da tale sindrome.

## L'impegno culturale
Con Claudio Cavazza nasce nel 1986 la Fondazione Sigma-Tau voluta per introdurre nella progettualità imprenditoriale e nella medicina i concetti di globalità e complessità delle scienze umanistiche, per promuovere il dibattito accademico e culturale e favorire il progresso scientifico. In quest'ottica, sposando con entusiasmo un'idea del direttore editoriale della Casa editrice Laterza, Enrico Mistretta, consentì il varo di una collana editoriale, le Lezioni italiane, organizzate con la cooperazione della Fondazione, della Laterza e di varie cattedre universitarie italiane. 
Fonda nel 1988 la casa editrice Sigma-tau e con essa realizza la rivista scientifica Sfera, un progetto editoriale di 43 fascicoli pubblicati dal 1988 al 1995, che ha ricevuto due premi, il Galileo, in Italia, nel 1989 e il Prix Camerà a Parigi, nel 1991.
Claudio Cavazza nel corso della sua vita, oltre al lavoro e allo sviluppo della Sigma-Tau, ha coltivato altre due grandi passioni: l'arte in tutti i suoi aspetti e il Jazz che lo ha accompagnato come una colonna sonora per tutta la sua esistenza .

## Partecipazione in attività di interesse pubblico
Ha fatto parte di numerosi comitati consultivi del Consiglio Nazionale delle Ricerche (CNR):
- Comitato Nazionale per le Scienze Chimiche
- Comitato Scientifico del Progetto Finalizzato alla Medicina Preventiva e Riabilitativa
- Comitato Progetto Finalizzato sull'Invecchiamento
- Commissione di Studio Biotecnologie e Biostrumentazione.

Inoltre ha partecipato per il Ministero della Ricerca al:
- Comitato Nazionale per i Farmaci
- Comitato Nazionale per la Biologia

È stato Vice Presidente del Comitato Italiano dell'Aspen Institute Italia, istituto che promuove incontri e ricerche a livello internazionale sulle politiche di sviluppo nelle grandi aree mondiali.